# Amilly (Eure-et-Loir)
Amilly – miejscowość i gmina we Francji, w Regionie Centralnym, w departamencie Eure-et-Loir.
Według danych na rok 1990 gminę zamieszkiwało 2098 osób, a gęstość zaludnienia wynosiła 105 osób/km² (wśród 1842 gmin Regionu Centralnego Amilly plasuje się na 177. miejscu pod względem liczby ludności, natomiast pod względem powierzchni na miejscu 662.).